# Szent Eligius
Noyoni Szent Eligius (franciául Éloi, olaszul Eligio, Alò) (Chaptelat, 588 k. – Noyon, 660. december 1.) frank aranyműves, a Meroving királyi udvar magasrangú funkcionáriusa, a római katolikus egyház szentje, az aranyművesek és egyéb fémművesek, a numizmatikusok, az állatorvosok, a villamos- és gépészmérnökök, a lovasok és a lovak védőszentje. Egyszerű családban született. Előbb patkolókovács, majd fémműves volt, később II. Chlothar frank király ötvösmestere és tanácsadója lett. Királya halála után belépett az egyházi rendbe. Húsz évig térített a germánok között, végül a Noyoni egyházmegye püspöke lett. Képmásain egyszer püspöki ornátusban, máskor bőrkötényben és -sapkában ábrázolják. Attribútumai: aranykehely az ötvösmesteri és áldozópapi; kalapács, fogó, fújtató és üllő, néha pedig levágott lóláb, mivel a kovácsok egykor lódoktorok is voltak.

## Életrajz

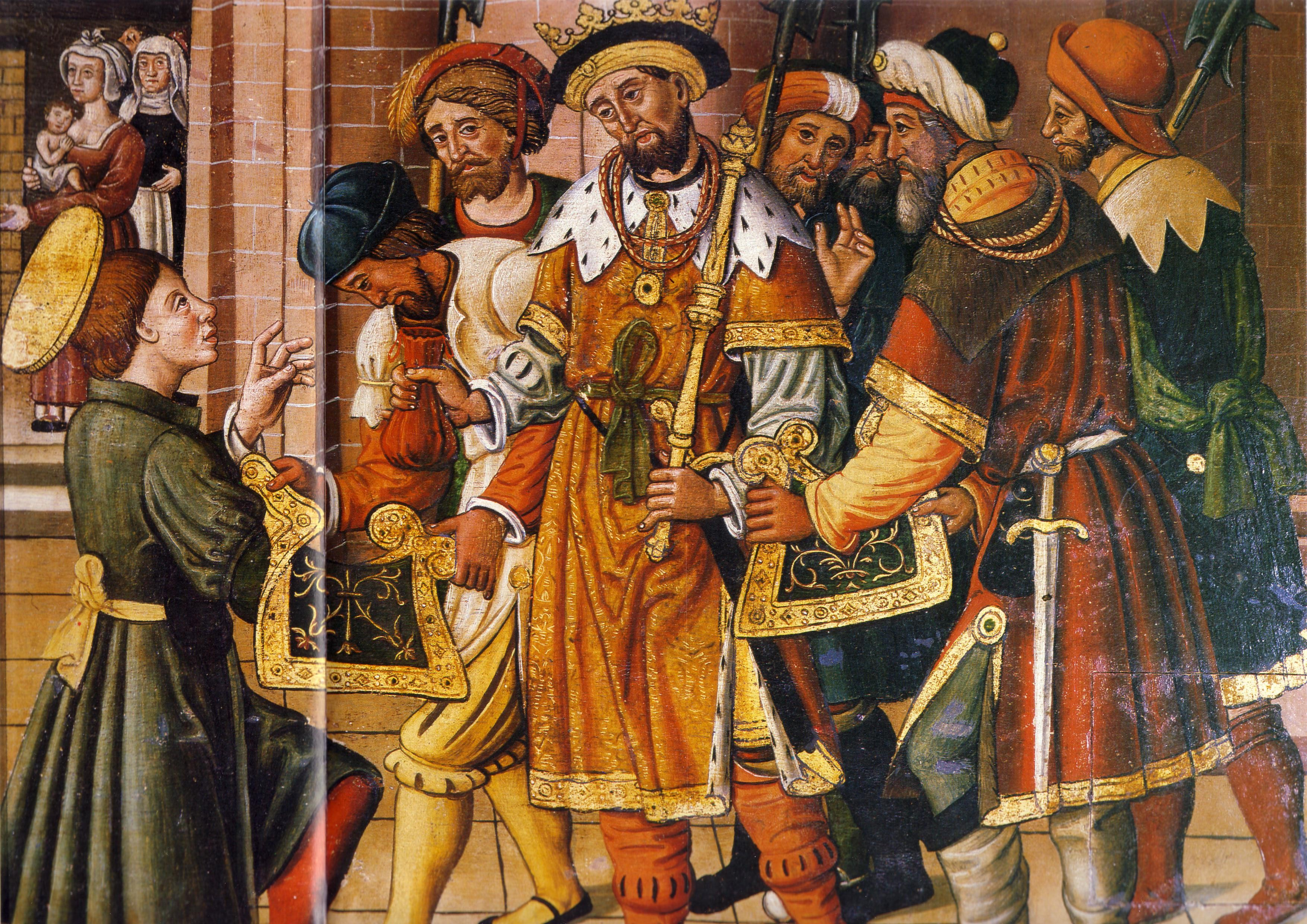
Szent Eligius II. Chlothar előtt

Eucherio és Terrigia fiaként, alacsony származású családban született, apjától a patkolókovácsi szakmát örökölte, de azután Limoges-ban, Abone ötvösnél kitanulta az aranyművességet. A hagyomány szerint, II. Chlothar frank király megbízást adott neki, egy trón elkészítésére, amelyhez a szükséges aranyat megkapva, Eligius kettőt készített belőle; szakértelmével és becsületességével lenyűgözve a királyt, aki kinevezte udvari ötvössé és főkincstárnokká.
Folytatva az aranyművességet, a legenda szerint több műtárgyat készített (mára többségük elveszett). A megmaradt szakrális edények és egyéb kegytárgyak a párizsi Notre Dame-ban, a Saint-Denis-székesegyházban, a noyoni Szent Farkasban, a limoges-i Szent Márton-templomban, és a chelles-i apátságban lelhetők fel.
Chlothar utóda, I. Dagobert frank király (629–639) alatt is megtarthatta kincstárnoki hivatalát, és számos kényes diplomáciai megbízatást teljesített (újra megkötötte a békét a frankokat a bretonokkal, meggyőzve Szent Giudicaele királyt, hogy hódoljon be Dagobert-nek). A frank udvarban lehetősége nyílt olyan, később szentté avatott személyiséggel mint Sulpizio, Desiderio, Audoeno.

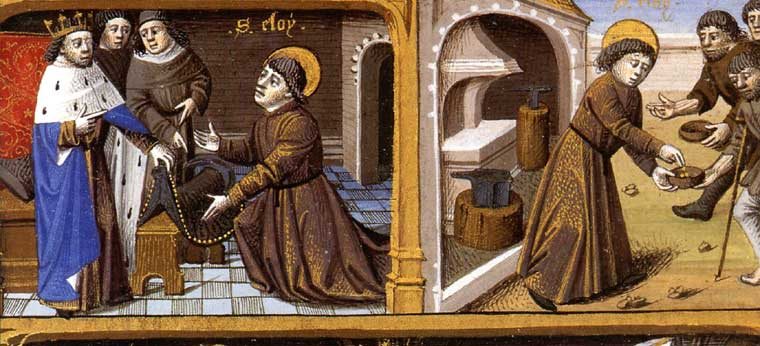
Szent Eligius cselekedetei

Szüntelen jótékonykodott a szegények és a betegek körül, fedezte a foglyok kiváltásáért követelt váltságdíjat, finanszírozta számos templom építését, valamint 632-ben alapított egy kolostort Solignacban, amelynek főapátja Remaclo volt.

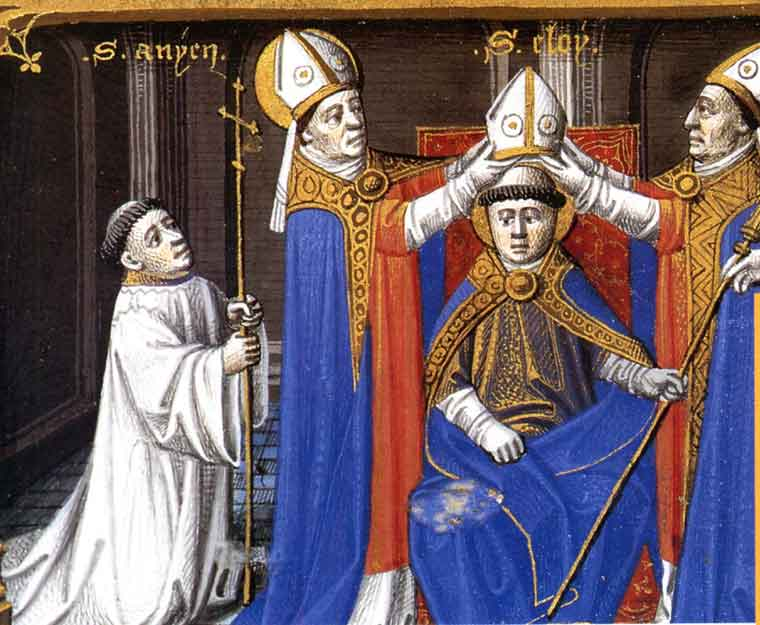
Szent Eligius felkenése püspökké

Dagobert halála után megválasztották püspöknek az Tournai-i egyházmegye élére 640-ben, 641. május 13-án szentelték fel, hogy megtérítse a pogányokat, akik még mindig megtalálhatók voltak a hatalmas egyházmegyében, különösen annak északi részén (Flandria); előmozdította azon szentek (Szent Quentin, Beauvais-i Szent Lucián) kultuszát, akiknek előkerült néhány testrészük, amelyeket ereklyeként tiszteltek.

## Kultusza

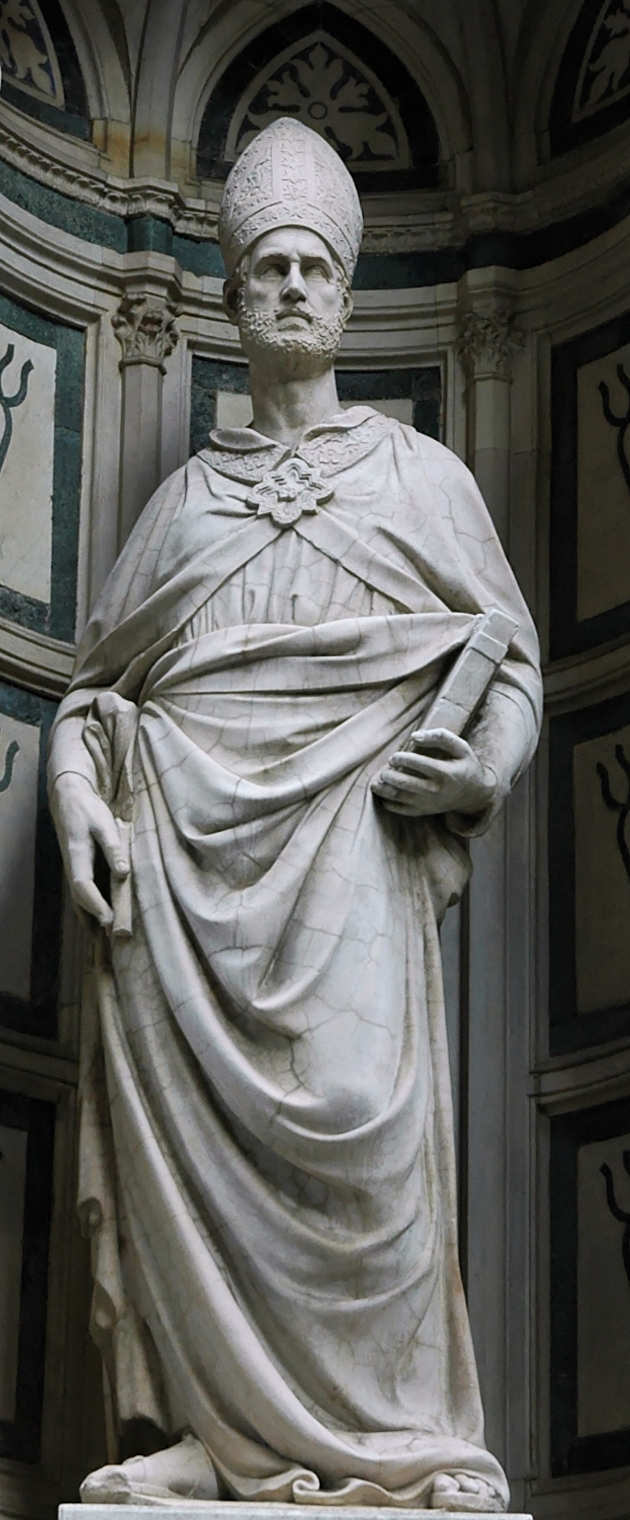
Szent Eligius, Nanni di Banco szobra, Firenze, Orsanmichele

Halála után Szent Audoen megírta életrajzát, amely megihlette Jacopo da Voragine  saját életrajzát, dúsítva ezt számos népszerű legendaepizóddal, amelyeket belevett az Arany Legendába is.
Védőszentje az aranyműveseknek, a numizmatikusoknak, patkolókovácsoknak, állatorvosoknak, csodával határos módon visszaültette egy ló leszakadt patáját, nagy volt a népszerűsége középkorban; a római martirologium liturgikus megemlékezése időpontját december 1-jében állapítja meg.
Manapság búcsúnapján néhány francia helységben megáldják a lovakat. A hagyomány Olaszországba is átterjedt, például Sciara, nagy Palermo városában, és Casale del Pozzóban (Nocera Inferiore, Salerno megye) húsvét utáni ún. fehér kedden kultusza jelen van Sansepolcro városkában, a Tiberis felső völgyében, a Szent Antal apátsági templomban, amely egyúttal székháza az azonos nevű aranyműves céhnek.

## Nevét őrző épületek

### Templomok Belgiumban
- Église Saint-Éloi, Tournai
- Eglise Saint-Éloi, Warneton

### Templomok Franciaországban
- Église Saint-Éloi, Bordeaux
- Église Saint-Éloi, Dunkerque
- Église Saint-Éloi, Párizs
- Paroisse Saint-Éloi, Tourcoing

### Olaszországban
Neki szentelt egyházi épületek
- Szent Jakab, Kristóf és Eligius temploma, Altopascio
- Sant'Eligio-templom, Francavilla Fontana
- Sant'Eligio dei Chiavettieri, Nápoly
- Sant’Eligio Maggiore Nápoly
- Sant'Eligio degli Orefici templom, Róma
- Szent Antal-apáttemplom, Sansepolcro (a betegek és zarándokok ispotálya, az aranyműves céh egykori székhelye, Szent Eligius-domborművel)
- Sant'Eligio-templom Santeramo in Colle
- Sant'Alò-templom, Terni

Nevét viselő torony
- Sant'Alò-torony, Mantova

## Bibliográfia
- Sant'Audoeno, Vita Eligii in Monumenta Germaniae Historica, Scriptores rerum Merovingicarum, IV, 2, 635 e seguenti, Ed. Bruno Krusch, Hannover, 1902
- Peter Berghaus, Knut Schäferdiek, Hayo Vierck: Eligius von Noyon. In: Reallexikon der Germanischen Altertumskunde (RGA). 2. kiadás, 7. kötet, Walter de Gruyter, Berlin/New York 1989, 145–159. oldal ISBN 3-11-011445-3
- Friedrich Wilhelm Bautz: Eligius von Noyon. In: Biographisch-Bibliographisches Kirchenlexikon (BBKL). 1. kötet, Bautz, Hamm 1975. 2., változatlan kiadás. Hamm 1990, ISBN 3-88309-013-1, Sp. 1490–1491.
- Manfred Hermann: 150 Jahre Eulogius-Ritt Aftholderberg. Kirchen der Seelsorgeeinheit Wald. 2006.
- Ursula Kampmann: Die Bergwerke von Melle. In: MünzenWoche. 16. September 2009 (muenzenwoche.de).
- Hermann Strohmaier: Dorfchronik Kalkofen. Kalkofen

## Fordítás
Ez a szócikk részben vagy egészben  az   Eligio di Noyon című olasz Wikipédia-szócikk ezen változatának fordításán alapul.  Az eredeti cikk szerkesztőit annak laptörténete sorolja fel. Ez a jelzés csupán a megfogalmazás eredetét és a szerzői jogokat jelzi, nem szolgál a cikkben szereplő információk forrásmegjelöléseként.